# دهستان چلیک
دهستان چلیک، یکی از دهستان‌های بخش للکلو شهرستان میاندوآب در استان آذربایجان غربی ایران است. مرکز این دهستان، روستای چلیک است.

## جمعیت
بر پایه سرشماری عمومی نفوس و مسکن در سال ۱۳۹۵، جمعیت دهستان چلیک برابر با ۴٬۹۴۴ نفر بوده است.